# Monroe (Village, New York)
Monroe ist ein Village im Orange County von New York, Vereinigte Staaten. Im Jahr 2010 hatte der Ort 8364 Einwohner. Der Ort wurde nicht nach dem US-Präsident James Monroe benannt, sondern nach Peter Jay Munroe, einem Mitglied des Senats von New York zu Beginn des 19. Jahrhunderts.
Fast im Zentrum der Ortschaft befindet sich ein rund 32 Hektar großer Historic District mit 36 beitragenden Objekten, der 1998 in das National Register of Historic Places aufgenommen wurde. Er repräsentiert den Kern der Ortschaft Monroe, als sich das Dorf um den Mühlteich von Smith’s Mill gruppierte. Die Gebäude stammen zumeist aus dem 19. Jahrhundert, einige gehen auf die Zeit vor der Unabhängigkeit zurück und haben einen Brand überstanden, der 1892 den Ort fast völlig verwüstete.

## Geographie
Monroes geographische Koordinaten lauten 41° 19′ N, 74° 11′ W (41,323786, −74,187969). Der Ort liegt am Ramapo River im nordwestlichen Teil der Town of Monroe an der New York State Route 17 (der künftigen Interstate 86) und am U.S. Highway 6. Die Hauptstraße des Ortes wird durch die New York State Route 17M gebildet.
Nach den Angaben des United States Census Bureau hat das Village eine Gesamtfläche von 9,0 km², wovon 8,9 km² auf Land und 0,1 km² (= 1,44 %) auf Gewässer entfallen.

## Geschichte
Die Besiedlung von Monroe begann mit der Ankunft von David Smith, gebürtig in Brookhaven auf Long Island, der 1747 unter dem Cheesecocks Patent ein 276 Acre (etwa 110 Hektar) großes Gelände erwarb, auf dem er sechs Jahre zuvor ein Haus gebaut hatte. 1761 kaufte er ein benachbartes Grundstück. Beide Flächen zusammen entwickelten sich zur heutigen Ortschaft Monroe.
Er errichtete eine Mühle und demzufolge erhielt die Siedlung bald den Namen Smith’s Mills. Die Ansiedlung wuchs und wurde umbenannt, zunächst in Southfield und dann im Jahr 1808 in Munroe. Während der Präsidentschaft von James Monroe setzte sich schließlich die heutige Schreibweise durch.

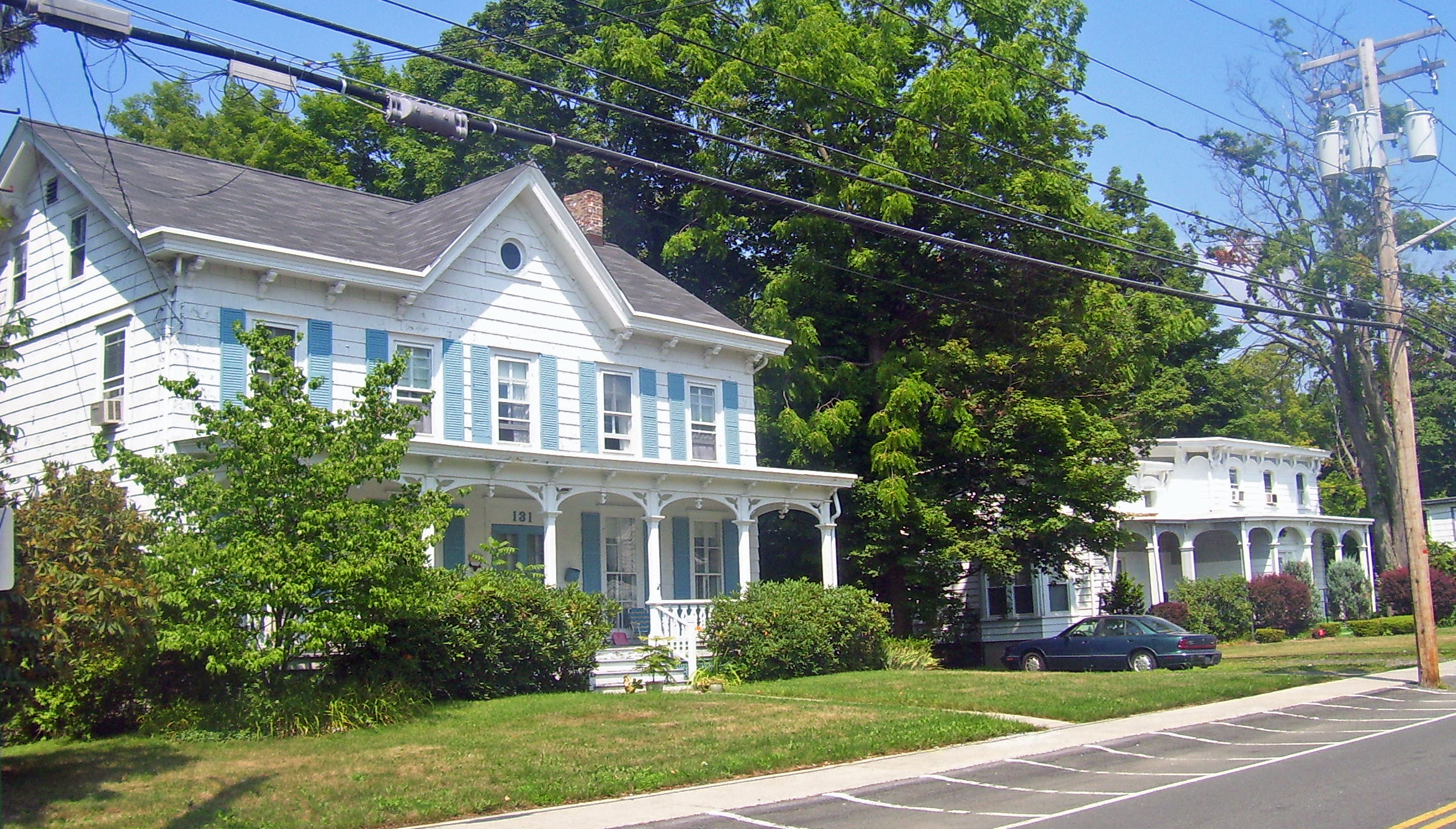
In der Mitte des 19. Jahrhunderts entstandene Wohnhäuser an der Stage Road

Der Bau der Eisenbahnen ermöglichte es 1873 der Monroe Cheese Company, die Käsemarke Velveeta in den Vereinigten Staaten einzuführen.
1892 wurde ein Großteil des damaligen Ortszentrums durch einen Brand zerstört. Die Katastrophe war mit ein Grund für die 1893 erfolgte Inkorporierung als Village, weil die Bürger Feuerwehr und Wasserversorgung aufbauen wollten. Eine Pferderennbahn war von 1908 bis 1927 in Betrieb.

## Demographie

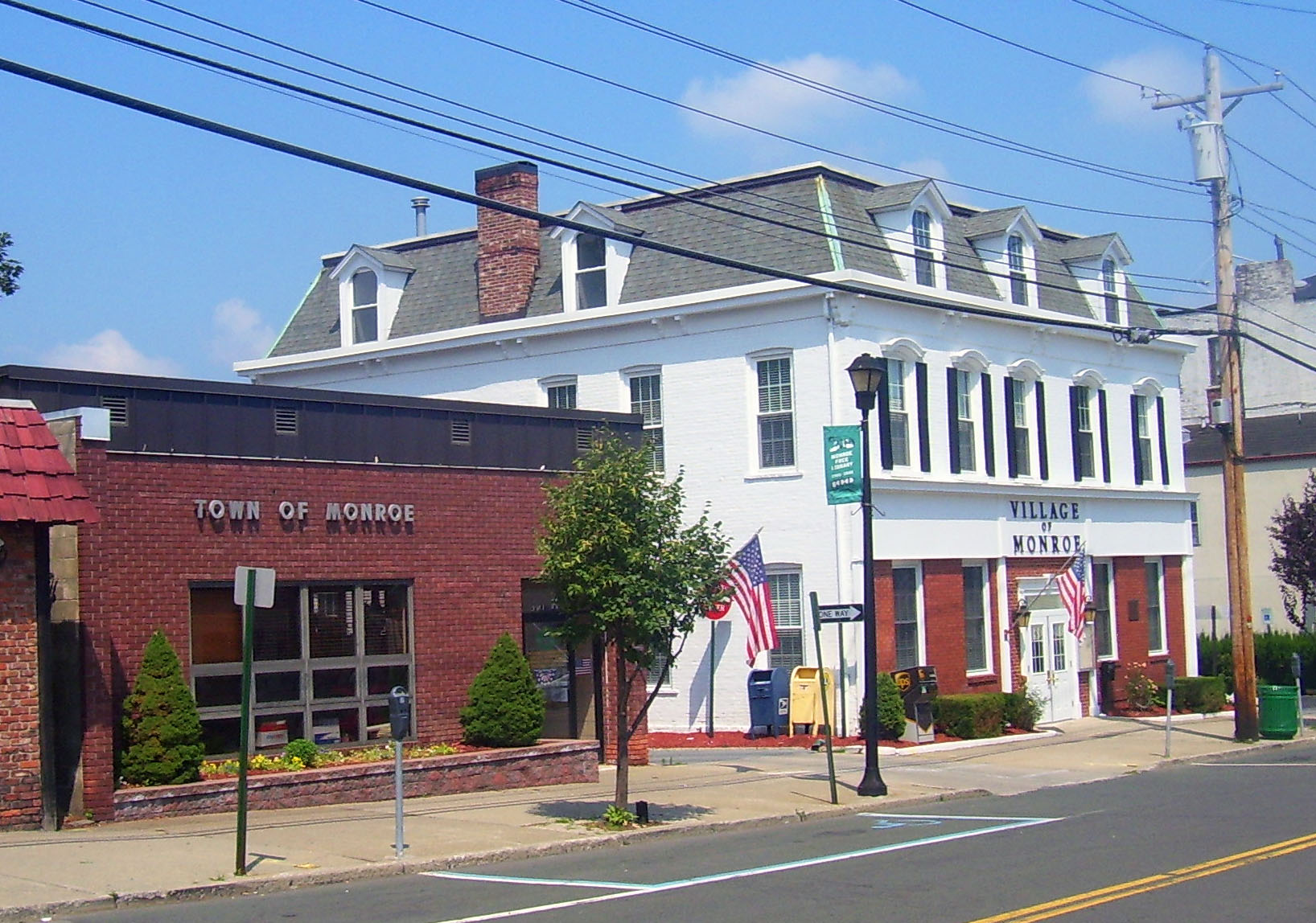
Monroes Village Hall, links daneben die Town Hall von Monroe

Zum Zeitpunkt des United States Census 2000 bewohnten Monroe 7780 Personen. Die Bevölkerungsdichte betrug 875,8 Personen pro km². Es gab 2620 Wohneinheiten, durchschnittlich 294,9 pro km². Die Bevölkerung Monroes bestand zu 91,03 % aus Weißen, 2,57 % Schwarzen oder African American, 0,40 % Native American, 2,34 % Asian, 0,01 % Pacific Islander, 2,28 % gaben an, anderen Rassen anzugehören und 1,38 % nannten zwei oder mehr Rassen. 8,73 % der Bevölkerung erklärten, Hispanos oder Latinos jeglicher Rasse zu sein.
Die Bewohner Monroes verteilten sich auf 2569 Haushalte, von denen in 44,3 % Kinder unter 18 Jahren lebten. 69,8 % der Haushalte stellten Verheiratete, 8,0 % hatten einen weiblichen Haushaltsvorstand ohne Ehemann und 18,2 % bildeten keine Familien. 14,6 % der Haushalte bestanden aus Einzelpersonen und in 5,7 % aller Haushalte lebte jemand im Alter von 65 Jahren oder mehr alleine. Die durchschnittliche Haushaltsgröße betrug 3,01 und die durchschnittliche Familiengröße 3,35 Personen.
Die Bevölkerung verteilte sich auf 29,4 % Minderjährige, 6,4 % 18–24-Jährige, 31,0 % 25–44-Jährige, 23,9 % 45–64-Jährige und 9,4 % im Alter von 65 Jahren oder mehr. Das Durchschnittsalter betrug 36 Jahre. Auf jeweils 100 Frauen entfielen 98,8 Männer. Bei den über 18-Jährigen entfielen auf 100 Frauen 94,7 Männer.
Das mittlere Haushaltseinkommen in Monroe betrug 70.809 US-Dollar und das mittlere Familieneinkommen erreichte die Höhe von 76.894 US-Dollar. Das Durchschnittseinkommen der Männer betrug 63.033 US-Dollar, gegenüber 33.184 US-Dollar bei den Frauen. Das Pro-Kopf-Einkommen belief sich auf 25.614 US-Dollar. 4,8 % der Bevölkerung und 4,6 % der Familien hatten ein Einkommen unterhalb der Armutsgrenze, davon waren 3,5 % der Minderjährigen und 5,1 % der Altersgruppe 65 Jahre und mehr betroffen.
22,9 % der Einwohner sind irischstämmig, 22,4 % Nachkommen von Italienern, 6,3 % polnischer und 6,3 % deutscher Herkunft. 86,9 % sprachen Englisch, 7,1 % Spanisch, 2,4 % Ukrainisch und 1,2 % Italienisch als Muttersprache.